# Longibacter
Longibacter es un género de bacterias gramnegativas de la familia Salinibacteraceae. Fue descrito en el año 2016. Actualmente (2024) consta de una sola especie: Longibacter salinarum. Su etimología hace referencia a bacilos largos y a la sal. Es una bacteria anaerobia facultativa, halófila, heterotrófica y sin flagelos. Las células son alargadas, con 0,3-0,4 µm de ancho y 6-12 µm de largo. Forma colonias circulares, rojas, ligeramente mucosas y con márgenes enteros. Temperatura de crecimiento entre 20-50 °C, óptima de 40 °C. Catalasa positiva y oxidasa negativa. Es sensible a penicilina y resistente a estreptomicina. Tiene un genoma de 4,4 Mpb y un contenido de G+C de 58,1%. Se ha aislado de salinas marinas en China.